# Lygisaurus foliorum
Lygisaurus foliorum — вид сцинкоподібних ящірок родини сцинкових (Scincidae). Ендемік Австралії.

## Поширення і екологія
Lygisaurus foliorum мешкають на сході Австралії, від Кернса в штаті Квінсленд на південь до Сіднея в штаті Новий Південний Уельс. Вони живуть в сухих тропічних лісах і рідколіссях, а також в садах. Голотип походить з гори Кут-та поблизу Брисбена.